# 조상규
조상규(1978년 1월 24일 ~ )는 대한민국의 변호사이며, 소속사는 JDB 엔터테인먼트이다.

## 학력
- 부산 브니엘고등학교 32회 졸업
- 경북대학교 법학과 학사
- 연세대학교 경영전문대학원 FinanceMBA 석사
- 동아대학교 대학원 법학석사·법학박사

## 경력
- 사법연수원 제37기 연수생
- 법무부 소속 법률구조공단(부산동부, 부산지부, 수원지부) 제14기 공익법무관
- 한국콘텐츠진흥원 콘텐츠공정거래 법률자문위원
- 한국공인회계사회 회계연수원 강사
- 서울맹학교 고문변호사
- 2011.04 ~ 2012.10 : 한국공인회계사회 법무위원, 변호사
- 2011.09 ~ 2012.08 : 숙명여자대학교 법과대학 겸임교수
- 2012.11 : 법무법인 정률 파트너변호사
- 2013.02 ~ : 한국자원봉사포럼 감사
- 2013.03 ~ : 동아대학교 법학전문대학원 겸임교수
- 한국방송통신대학교 프라임칼리지 금융서비스학부 상법교수
- 기획재정부 공공기관 경영평가단 평가위원
- 문화체육관광부 공공기관 경영평가단 평가위원
- 행정자치부 지방자치단체 합동평가단 평가위원
- 산업통상자원부 규제심사위원회 심사위원
- 국토교통부 규제심사위원회 심사위원
- 국무조정실 규제신문고 민간자문단 위원
- 법무법인 주원 파트너 변호사
- 경희대학교 문화관광콘텐츠대학원 겸임교수
- 2017.09 ~ : 중앙대학교 법학전문대학원 겸임교수
- 중앙대학교 문화예술경영대학원 겸임교수
- SBS 자문변호사
- KT 고문변호사
- 대한변호사협회 법제의원
- 법무부 변호사시험 출제위원
- 자유한국당 법률지원단